# Siphonogorgia intermedia
Siphonogorgia intermedia är en korallart som beskrevs av Thomson och Henderson 1906. Siphonogorgia intermedia ingår i släktet Siphonogorgia och familjen Nidaliidae. Inga underarter finns listade i Catalogue of Life.